# مصطفی‌چای
مصطفی‌چایی  یکی از روستاهای استان آذربایجان شرقی است که در دهستان اوچ‌هاچا بخش مرکزی شهرستان اهر و در 12 کیلومتری شمال شرقی این شهرستان واقع شده‌است. این روستا دارای 100 نفر جمعیت ثابت و حدود 1000 نفر جمعیت متغیر است (در جلد دوم از کتاب فرهنگ جغرافیای ملی ترکان ایران زمین نوشته ژنرال-دکتر محمود پناهیان تبریزی که در سال ۱۳۵۱ انتشار یافته ساکنین روستا در آن زمان ۲۸۴ نفر ذکر شده است.) جمعیت متغیر آن در فصول گرم به کار کشاورزی مشغول بوده و در فصول سرد در شهرهای تهران ، تبریز و اهر در صنوف مختلف مشغول به کار می‌باشند. عمده فعالیت‌های قشر بزرگی از جمعیت متغیر این روستا ، فعالیت در صنعت شیرینی می‌باشد.
به دلیل سختی گفتار کلمه مصطفی چایی برای فارسی زبانان ، شورای ده این روستا اخیراً نام صفا رود را به صورت غیررسمی بر این روستا نهاده اند